# Маккуи, Джо
Джо́зеф Па́трик Маккуи́ (англ. Joseph Patrick McQue; 1870—1934), более известный как Джо Маккуи́ (англ. Joe McQue) — шотландский футболист, защитник, выступавший за «Ливерпуль» в конце XIX века.

## Карьера
Маккуи родился в Глазго и начинал свою карьеру в «Селтике», из которого в 1892 году перешёл в только что созданный «Ливерпуль», став одним из 13 футболистов, которых Джон Маккена и его партнёр на посту менеджера «Ливерпуля» Уильям Барклай пригласили из «хупс» в новую команду. Хотя на поле Джо выполнял функции защитника, он нередко подключался к атакам. Джо принял участие в первом официальном матче «Ливерпуля» против «Хайер Уолтон», состоявшемся 3 сентября 1892 года в рамках розыгрыша Ланкаширской лиги. Мерсисайдский клуб выиграл этот матч с разгромным счётом 8:0, а по итогам сезона праздновал победу в турнире. В следующем сезоне он принял участие в первом в истории матче «Ливерпуля» в турнире Футбольной Лиги — 2 сентября 1893 года «красные» на «Пэрадайз Филд» со счётом 2:0 обыграли «Мидлсбро Айронополис», причём второй гол в этой встрече забил именно Джо. В том сезоне он был ключевым защитником команды, которая так и осталась непобеждённой в 28 матчах Второго дивизиона и в стыковом матче за право играть на будущий год в Первом дивизионе обыграла «Ньютон Хит» (с 1902 этот клуб носит название «Манчестер Юнайтед»).
По итогам следующего сезона «Ливерпуль» снова вернулся во Второй дивизион, но Маккуи оставался одним из важнейших игроков команды. За всю кампанию только Гарри Брэдшо провёл на поле больше матчей, чем он (30 против 29). Во Втором Дивизионе «Ливерпуль» и на этот раз задержался лишь на один сезон, по итогам новой кампании вернув себе титул чемпиона (защитник Маккуи в том году забил 5 мячей в 26 матчах). Джо провёл в клубе ещё два года, сыграв последний матч за «Ливерпуль» 2 марта 1898.

## Достижения
- Чемпион Второго дивизиона (1894, 1896)
- Чемпион Ланкаширской лиги (1893)